# Kristina Esfandiari
Kristina Esfandiari (née le 4 mars 1988 à Sacramento, Californie) est une chanteuse américaine originaire de Sacramento. Elle est connue pour ses nombreux projets musicaux comme King Woman, Miserable, NGHTCRWLR, Dalmatian ou Sugar High.

## Biographie

### Enfance et adolescence (1988-2008)
Kristina Esfandiari, dont les parents sont d'origines iranienne du côté de son père et serbe du côté de sa mère, a grandi dans une communauté chrétienne appartenant au mouvement charismatique. La plus grande partie de son enfance est tournée vers la religion. Ses parents avaient une église de maison. À l'âge de 15 ans, elle rejoint la chorale avant de devenir chef de chœur, comme sa mère. C'est à ce moment qu'elle découvre le monde de la musique. Cette première expérience se fait dans la douleur, elle est extrêmement timide et ne veut pas chanter devant d'autres personnes, mais elle est forcée de le faire par sa mère. C'est aussi dans cette période qu'on lui offre sa première guitare, bien qu'elle n'en a jamais joué. Elle déclare plus tard que son éducation dans un tel environnement de manipulation, parfois abusif, est plus proche de l'endoctrinement que de la foi. Elle a notamment subi des exorcismes. Pour autant, elle ne condamne pas tous les membres de la communauté dans laquelle elle a grandi, car pour elle, ils ne sont pas forcément conscients des répercussions de leurs actions.
Elle fait la connaissance de Joey Raygoza et de Colin Gallagher à Vacaville, ville où ils ont grandi.

### MountShout (2008-2010)
Fin 2008, Kristina Esfandiari commence à écrire sa propre musique pour un projet solo nommé MountShout. Il a été créé alors qu'elle essai en même temps de rester connectée à son mode de vie chrétien et de s'en éloigner et qu'elle est encore impliquée dans la vie de la communauté en tant que cheffe de chœur. Le morceau Perseid apparaît sur la compilation Portraits: 32 Singers, 32 Songs paru sur le label Off the Air en 2010. Le projet finit finalement par muter et devient King Woman en 2009.

### Whirr (2010-2013)
Aux alentours de 2010, à 22 ans, elle déménage dans la baie de San Francisco. Kristina est désespérée et déprimée, elle poste alors une annonce sur craigslist afin de rencontrer des musiciens, mais aussi de renouer avec la musique en dehors d'un contexte religieux. Un des membres du groupe Whirr est intéressé. Elle rejoint le groupe de shoegaze américain en 2013. Elle apparait sur l'EP Around. Elle sort aussi un EP, Degrida / Sick, avec King Woman. Avec ce projet, Kristina Esfandiari aborde notamment son expérience religieuse, et comment elle a dû lutter pour se "déprogrammer".
Alors que le groupe s'apprête à partir en tournée avec Nothing, elle est virée de la formation. Sans jamais les citer nommément, elle déclare plus tard dans une interview que le temps qu'elle a passé avec un groupe, dont elle juge certains des membres comme étant les plus sexistes de la planète, l'a vraiment affecté et qu'il lui a fallu des années avant de s'en rendre compte. Whirr est en effet connu pour ses dérapages sexistes et transphobes entre 2013 et 2015,,. À partir de là, la chanteuse peut se consacrer entièrement à ses projets dont King Woman, qu'elle a fondé quatre ans plus tôt.

### Carrière solo: King Woman et Miserable (2013-2019)
Après avoir quitté Whirr, Kristina Esfandiari fonde Miserable, un nouveau projet solo aux orientations dream pop. Fin 2013, elle sort un split album en collaboration avec Grey Zine.
Halloween Dream, le premier EP de Miserable, parait en février 2014. Il est suivi en août de l'EP Dog Days. En parallèle, elle sort Dove / Fond Affections avec King Woman, où elle retrouve son ami d'enfance Colin Gallagher qui y assure les guitares. Cet EP marque la fin de King Woman en tant que projet solo.
En 2015, sort Doubt. Après avoir été rejoint par Colin Gallagher, elle retrouve Joey Raygoza pour jouer avec elle. Cet EP lui permet de se faire remarquer. Avec Miserable, elle sort l'EP Halloween Dreams (Demos).
En 2016 après la fin de sa tournée avec Miserable, elle emménage à Brooklyn,. La même année, elle sort le premier album de Miserable Uncontrollable, inspiré par le décès d'une personne qui lui était proche. Il est remarqué par la presse spécialisée, figurant dans divers classements pour l'année 2016. Elle aide aussi certains artistes comme highandfragile, l'alias de Breannyn Delongis, pour la production de l'EP I Was Not Well sorti en décembre 2016, où elle est aussi créditée au chant.
Created In The Image Of Suffering, premier album de King Woman, parait le 24 février 2017 sur le label Relapse, il a été enregistré par Jack Shirley. A sa sortie, la musique du groupe est présentée comme étant un mélange de Black Sabbath mené par Mazzy Star,.
En début d'année 2018, elle sort avec King Woman la reprise du morceau I Wanna Be Adored du groupe Stone Roses. Dans le courant de l'année, elle quitte la côte est pour s'installer à Los Angeles. Avec Miserable, elle sort le double EP Loverboy/Dog Days. L'EP Loverboy a failli ne jamais voir le jour. Après l'avoir enregistré, le disque dur qui contenait l'ensemble des titres a pris feu causant la perte de l'ensemble des titres. Kristina Esfandiari a dû le réenregistrer,. Elle apparaît aussi sur le morceau Burn II du duo australien de post-punk VOWWS,.

### Multiplication des projets: NGHTCRWLR, Dalmatian, Sugar High (2019-...)
Entre le 1er et le 13 février 2019, elle assure les premières parties du groupe américain Boy Harsher avec NGHTCRWLR. Il s'agit d'un projet orienté harsh noise, drone et musique industrielle. Elle a eu l'idée de monter ce nouveau concept après avoir vu Yves Tumor, musicien expérimental américain, jouer dans un festival où elle se produisait en Caroline du nord. Le 31 octobre 2019, Kristina Esfandiari créé un projet trap et cloud rap nommé Dalmatian. Dans une interview, elle explique que le projet est né après avoir consulté une médium. Elle lui aurait révélé que son parcours se divisait en de multiples personnalités, ou projets, mais qu'il y en avait encore une qu'elle n'avait pas découverte. À la suite de la consultation, elle raconte qu'elle n'a pas cessé de voir des images de dalmatiens et d'Anubis. Puis un jour, elle a écouté les beats que lui avait envoyé Elkk, un beatmaker qu'elle a rencontré lors d'un show de King Woman. C'est là, qu'elle a su qu'elle devait créer un nouveau projet. Elle sort le single Pain Threshold le 30 octobre 2019. En décembre, elle termine l'enregistrement du nouvel album de King Woman mais sa sortie est décalée à cause de la pandémie de COVID-19.
Début 2020, elle sort l'album Let the Children Scream avec NGHTCRWLR. Dans l'interview qu'elle accorde à Paper, on apprend qu'elle a quitté Los Angeles pour se réinstaller à New York. En février, paraît le single Damned to Love You qu'elle sort avec Miserable pour la compilation Adult Swim Singles Series 2020. Puis en avril, elle annonce qu'elle collabore avec Darcy Baylis, artiste australien installé à Berlin, pour un nouveau projet, Sugar High, entre shoegaze et RnB,. Ils se sont rencontrés peu de temps avant d'enregistrer Love Addict, un album permettant à leurs versions de eux adolescents de s'exprimer librement.
Le juillet 2021 parait enfin le nouvel album de King Woman, Celestial Blues. Il marque une évolution dans la relation que Kristina Esfandiari entretien avec la religion chrétienne. Contrairement à Created in the Image of Suffering, elle est moins en colère envers celle-ci. Elle participe aussi à la production de l'album Pantychrist de Dana Dentata.
En 2022, Kristina Esfandiari est à l'affiche de The Runner, moyen métrage réalisé par Jae Matthews et Augustus Muller, le duo derrière Boy Harsher. Elle y joue le personnage principal "The Runner", recouvert de sang et courant à travers les bois. Elle collabore avec Mareux, musicien et producteur de Los Angeles, et elle apparaît sur le morceaux Glass.

## Discographie

### Whirr

#### Singles et EPs
- 2013 : Around

### King Woman

#### Album
- 2017 : Created In The Image Of Suffering
- 2021 : Celestial Blues

#### Singles et EPs
- 2013 : Degrida / Sick Bed
- 2014 : Dove / Fond Affections
- 2015 : Doubt
- 2018 : I Wanna Be Adored

### Miserable

#### Album
- 2016 : Uncontrollable

#### Singles et EPs
- 2014 : Halloween Dream
- 2014 : Dog Days
- 2015 : Halloween Dream (Demos)
- 2018 : Loverboy/Dog Days
- 2020 : Damned To Love You

#### Split
- 2013 : Grey Zine, Miserable

### DALMATIAN

#### Singles et EPs
- 2019: Pain Threshold

### NGHTCRWLR

#### Album
- 2020 : Let The Children Scream

### Sugar High

#### Album
- 2020 : Love Addict

#### Singles et EPs
- 2020 : Losing

### En tant qu'invitée
- 2017 : I Was Not Well (highandfragile)
- 2018 : Burn II (VOWWS)
- 2021 : Pantychrist (Dana Dentata) (Production)
- 2023 : Glass (Mareux)

## Filmographie
2022 : The Runner de Jae Matthews et Augustus Muller (Boy Harsher) : "The Runner"